# Tarn at Leaves
Der Tarn at Leaves ist ein See im Lake District, Cumbria, England. Der See liegt nördlich des Rosthwaite Fell und südlich des Bessyboot.
Der See hat keine erkennbaren Zuflüsse. Der Tansey Gill bildet seinen Abfluss am südlichen Ende des Sees.